# Hasso (II) von Wedel-Uchtenhagen
Hasso (II) von Wedel-Uchtenhagen (um 1370) war ein Vogt der Neumark.
Erstmals erwähnt wurde Hasso von Wedel, damals bereits markgräflicher Vogt, im Jahre 1370, als er gemeinsam mit seinen Brüdern Wedigo und Titze die Stadt Reetz erwarb. Im Spätherbst desselben Jahres eroberte er von dort aus in zeitlichem Zusammenhang mit dem Tode des polnischen Königs Kasimir III. auf eigene Initiative die Grenzfeste Zantoch, in deren Besitz Kasimir seinerseits erst 1365 durch Umorientierung der dortigen Lehnsnehmer gekommen war. Da Markgraf Otto ihm die Belagerungskosten nicht erstatten konnte, blieb ihm Zantoch als lehensfreies Eigentum. Bereits vor 1400 aber wurde der Ort durch Markgraf Sigismund an den Johanniterorden verpfändet.
Nachdem er als Vogt der Neumark erneut im Jahre 1371 erwähnt wurde, leitete Wedel zwischen 1371 und 1373 den zuletzt erfolglosen Widerstand des Markgrafen Otto gegen die Angriffe Kaiser Karls IV. und der mit diesem verbündeten Herzöge von Pommern und Mecklenburg, die darauf zielten, die Wittelsbacher zugunsten der Luxemburger aus der Mark zu verdrängen. Nach dem Triumph des Kaisers wurde Wedel am 28. August 1373 im Vertrag von Fürstenwalde bevollmächtigt, die für die Übertragung der Mark an die Luxemburger erforderlichen Maßnahmen zu treffen. 
Als einer der letzten Vertreter seiner Familie trat er 1375 und 1376 nochmals als Vogt der Neumark in Erscheinung. Er war der älteste Sohn seines gleichnamigen Vaters Hasso (I) von Wedel-Uchtenhagen.